# 金子睦
金子 睦（かねこ むつみ、12月27日 - ）は、日本の女性声優。東京都出身。プロダクション・エース所属。

## 来歴
キッズ声優養成所YOUボイス所属後に、プロダクション・エース所属。

## 人物
特技はお裁縫、お菓子作り。趣味はたくさんの人を観察すること、読書。

## 出演

### テレビアニメ
- 神達に拾われた男2（2023年、ルース）
- とあるおっさんのVRMMO活動記（2023年、ミュン[3]）
- 湖池屋 SDGs劇場 サスとテナ(人マモル、ダイベン、ムクワレン)

### 吹き替え

#### 担当女優
セイディー・シンク
- ストレンジャー・シングス 未知の世界（マックス・メイフィールド）
- フィアー・ストリート Part 2：1978（ジギー・バーマン）
  - フィアー・ストリート Part 3：1666（コンスタンス、ジギー）

#### 映画
2019年
- ビート -心を解き放て-（ナイヤ〈アシュリー・ジャクソン〉）
- ラスト・アライブ

2020年
- プロジェクト・パワー（ロビン・レイニー〈ドミニク・フィッシュバック〉）

2021年
- エターナルズ（スプライト〈リア・マクヒュー〉）
- シングル・オール・ザ・ウェイ（ダニエラ〈マディソン・ブリッジス〉）
- スケーターガール
- パワー・オブ・ザ・ドッグ（ローラ〈トーマシン・マッケンジー〉）
- ミックステープ: 伝えられずにいたこと（ニッキー・ジェーン〈オルガ・ペッツァ〉）

2022年
- スニーカーシンデレラ（キラ〈レクシー・アンダーウッド〉）
- 新感染半島 ファイナル・ステージ（ジュニ〈イ・レ〉）

2024年
- 失恋セラピー
- ナイトスイム（レベッカ・サマーズ〈アヤジャン〉）

#### ドラマ
2018年
- ザ・ホーンティング・オブ・ヒルハウス（幼少期のシャーリー〈ルールー・ウィルソン〉）

2019年
- アンリステッド（ローズ〈アビゲール・アドリアーノ〉）
- ゴーストライター（シェヴォン〈アマディ・チャバタ〉）

2020年
- 保健教師アン・ウニョン（ペク・ヘミン〈ソン・ヒジュン〉）※Netflix版

2021年
- インベージョン（ジャミラ・ヒューストン）※AppleTV＋
- ムーブ・トゥ・ヘブン: 私は遺品整理士です
- Lupin/ルパン（ジュリエット・ペレグリーニ〈クロティルド・エメ〉）
- レモニー・スニケットの世にも不幸せな物語（ベアトリス・ボードレール2世）
- カウボーイビバップ ※Netflix
- ペントハウス（ペ・ロナ〈キム・ヒョンス〉）

2022年
- 黒い王妃 カトリーヌ・ド・メディシス（ラヒマ〈セニア・ナヌア〉）※AppleTV＋
- ANNA/アンナ ※Hulu

2023年
- クルーエル・サマー シーズン2（イザベラ〈レクシー・アンダーウッド〉）

2025年
- サイド・クエスト #4（ローリー）
- アイアンハート（2025年、ナタリー〈リリック・ロス〉）

#### アニメ
- ウィン OR ルーズ（カイ）
- パンダのシズカ（イン[1]）
- カルマのラップワールド（デミ・レイ）
- ディーと仲間のオズの国[10]

#### ゲーム
- ゴッド・オブ・ウォー ラグナロク（アングルボザ[11]）
- ARTEMIS

#### ボイスオーバー
- 19/20 〜恋はハタチになってから〜（チョン・ヨソン）